# Rissa (zoologia)
Rissa Stephens, 1826 è un genere di uccelli della famiglia dei Laridi. Sono diffusi nei mari e oceani dell'emisfero boreale.

## Tassonomia
Il genere comprende due specie:
- Rissa tridactyla (Linnaeus, 1758) - gabbiano tridattilo
  - Rissa tridactyla tridactyla (Linnaeus, 1758)
  - Rissa tridactyla pollicaris Ridgway, 1884
- Rissa brevirostris (Bruch, 1853) - gabbiano tridattilo zamperosse